# インスティトゥト・セルバンテス東京
インスティトゥト・セルバンテス東京（スペイン語: Instituto Cervantes Tokio / Instituto Cervantes de Tokio / Instituto Cervantes en Tokio）は、スペイン語教育やスペイン語圏の文化普及を目的とするスペインの国営組織インスティトゥト・セルバンテス（旧・セルバンテス文化センター）の東京支部で、2007年9月より千代田区六番町の4300m²の敷地にある地上7階、地下3階の建物セルバンテスビル（スペイン語: Edificio Instituto Cervantes）を拠点に活動している。旧称および俗称は、セルバンテス文化センター東京。
館長はビクトル・ウガルテ・ファレロンス (Víctor Ugarte Farrerons)。

## 住所
| 日本語     | 〒102-0085 東京都千代田区六番町2-9 セルバンテスビル                      |
| スペイン語 | Edificio Instituto Cervantes, 2-9 Rokubancho, Chiyoda-ku, Tokio 102-0085 |

## 主な活動

### スペイン語検定試験DELE
スペイン政府公認かつスペイン以外のスペイン語圏でも公式に通用するスペイン語検定試験「DELE」（外国語としてのスペイン語検定、スペイン語: Diplomas de Español como Lengua Extranjera）を定期的に実施している。この試験は、日本国文部科学省後援のスペイン語技能検定とは異なる。

### スペイン語教育
学習目的や学習者のレベルに合わせて様々なスペイン語コースが設けられている。具体的に、スペイン語講師養成コース、レベル別スペイン語コース、スペイン語オンラインコース「AVE Global」、子供のためのスペイン語コース、企業向けスペイン語コースなどが挙げられる。

### その他
スペイン映画やスペイン国外で制作されたスペイン語映画が日本で上映される際の後援や、スペインの大学教授が来日講演するに当たっての主催や場所提供などを行っている。また、スペイン語以外のスペインの公用語であるカタルーニャ語とバスク語の学習コースも不定期開催されている。

## フェデリコ・ガルシア・ロルカ図書館

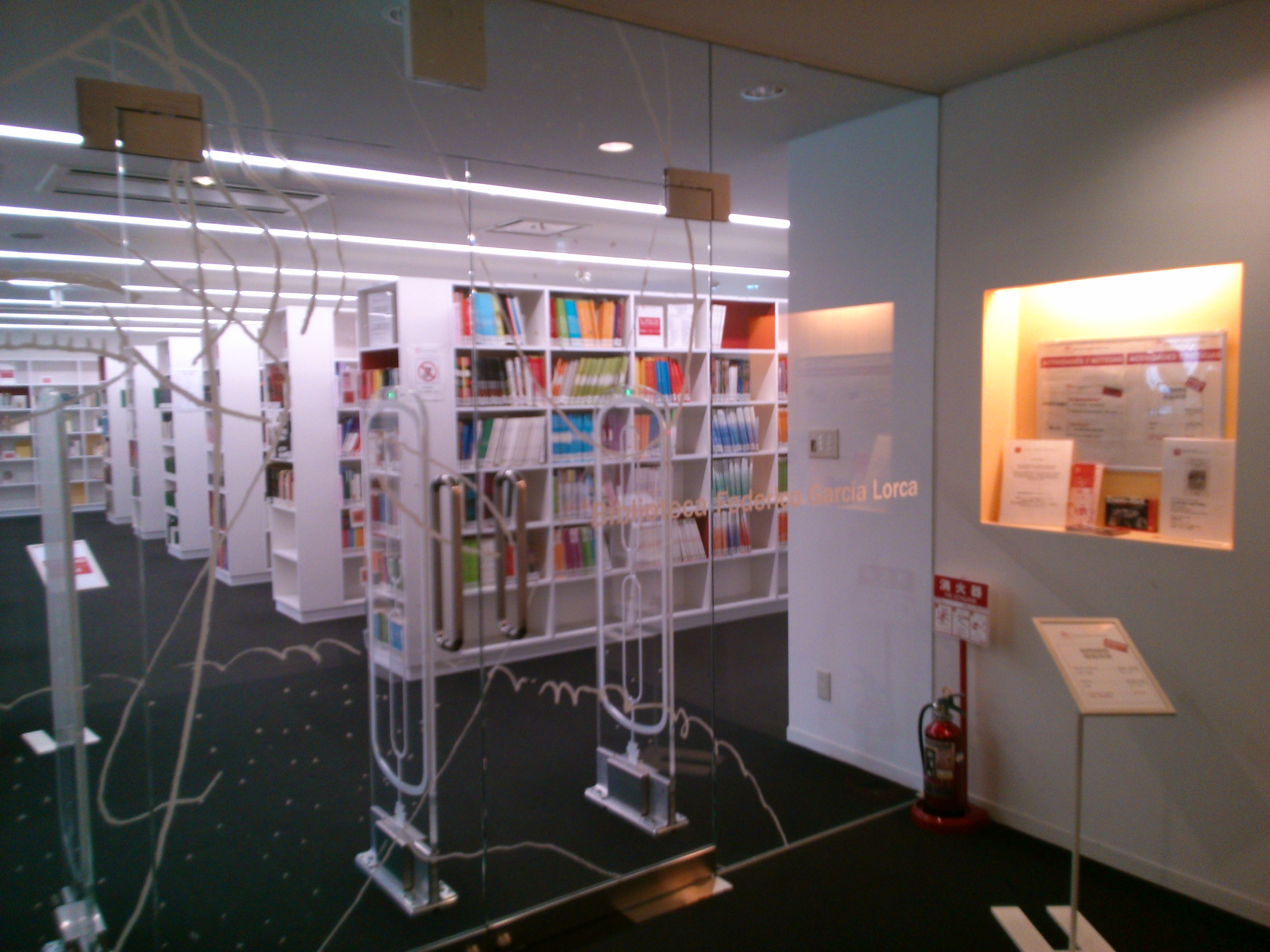
フェデリコ・ガルシア・ロルカ図書館

セルバンテスビル内には、スペイン・グラナダ県出身の作家フェデリコ・ガルシア・ロルカの名を冠したフェデリコ・ガルシア・ロルカ図書館（スペイン語: Biblioteca Federico García Lorca）がある。スペイン文学やラテンアメリカ文学、スペイン語で書かれた日本文学のほか、スペイン語学習に関する書籍や各分野の雑誌なども収蔵されている。
上記書籍の館内閲覧や貸し出しに加えて、インテルカンビオ・スペイン語交流クラブ（スペイン語: Club de intercambio español-japonés）や文学ワークショップ、子供のための読み聞かせなどのイベントも開催されている。